# Willem Nico Speckamp
Willem Nico Speckamp (Amsterdam, 6 december 1933 - Alkmaar, 10 januari 2018) was een Nederlands scheikundige. Hij was als hoogleraar organische chemie verbonden aan de Universiteit van Amsterdam. Hij hield zich vooral bezig met de chemische verbindingen van natuurproducten en de synthese ervan. In de regel hield hij zich bezig met verbindingen die een laag moleculair gewicht hebben zoals gelsemine en biotine. Een andere groep verbindingen waar hij zich op richtte, waren de alkanen.

## Biografie
Speckamp werd geboren op 6 december 1933 te Amsterdam. In 1961 voltooide hij een studie scheikunde aan de Universiteit van Amsterdam. Drie jaar later promoveerde hij bij Henderikus Obias Huisman cum laude op het proefschrift Een totaalsynthese van 6-aza-equilenine en 6-aza-oestron. Vervolgens werd hij in 1971 aangesteld als lector organische scheikunde aan de Universiteit van Amsterdam. Deze functie vervulde hij tot en met 1979 waarna zijn functie in 1980 omgezet werd in een gewoon hoogleraarschap. Zijn leeropdracht bleef ongewijzigd. Hij ontdekte rond 1975 dat de reductie van succinimide selectief plaatsvindt. In 1986 was hij een van de mede-organisatoren van het 15th International Symposium on the Chemistry of Natural Products.
In 1988 werd hij verkozen tot president van de Bürgenstock conference in 1988. Hij ontving in 1994 de Hollemanprijs, uitgereikt door de KNAW. Ook was hij lid van de Koninklijke Hollandsche Maatschappij der Wetenschappen. Speckamp ging in 1996 vervroegd met emeritaat. Wel bleef hij nog twee jaar als onbezoldigd hoogleraar verbonden aan de universiteit. Zijn afscheidscollege vond plaats in 1998 en was getiteld Theme and Variations for Forty Soloists. Daarna schreef hij het hoofdstuk Organische synthese: explosieve expansie voor het in 2004 uitgegeven De geschiedenis van de scheikunde in Nederland. Deel 3. 
Speckamp kwam op 10 januari 2018 vierentachtigjarige leeftijd te Alkmaar te overlijden.